# Diaphorocellus helveolus
Diaphorocellus helveolus is een spinnensoort uit de familie Palpimanidae. De soort komt voor in Botswana.